# Alpes
Maciço Alpino ou Alpes (latim, ou albus: "branco" ou altus: "alto" ou uma palavra celta ou lígure) é a cadeia montanhosa  mais alta e mais extensa que se encontra inteiramente na Europa, estendendo-se pela Áustria e Eslovênia, Hungria, a leste, através do norte da Itália, Suíça (Alpes suíços), Liechtenstein e sul da Alemanha, até ao sudeste da França e Mônaco.
O ponto culminante dos Alpes é o monte Branco, com 4 810,45 m de altitude, situado na fronteira franco-italiana ou próximo a ela, uma vez que a delimitação fronteiriça no maciço nunca foi consensual. 
A altitude e o tamanho do intervalo afetam o clima na Europa; nas montanhas, os níveis de precipitação variam muito e as condições climáticas consistem em zonas distintas. 
Existe uma organização especial para a proteção dos Alpes chamada Convenção Alpina.

## Geografia

### Descrição geral
A superfície dos Alpes é de cerca de 190 959 km2, dividida entre Áustria (28,5%), Itália (27,2%), França (20,7%), Suíça (14%), Alemanha (5,6%), Eslovénia (4%) e os dois microestados de Liechtenstein e Mónaco. Sem contar o Liechtenstein e o Mónaco, os países ordenados pela percentagem do seu território no arco alpino são a Áustria (65,5% do seu território), a Suíça (65%), a Eslovénia (38%), a Itália (17,3%), a França (7,3%) e a Alemanha (3%).

### Divisões

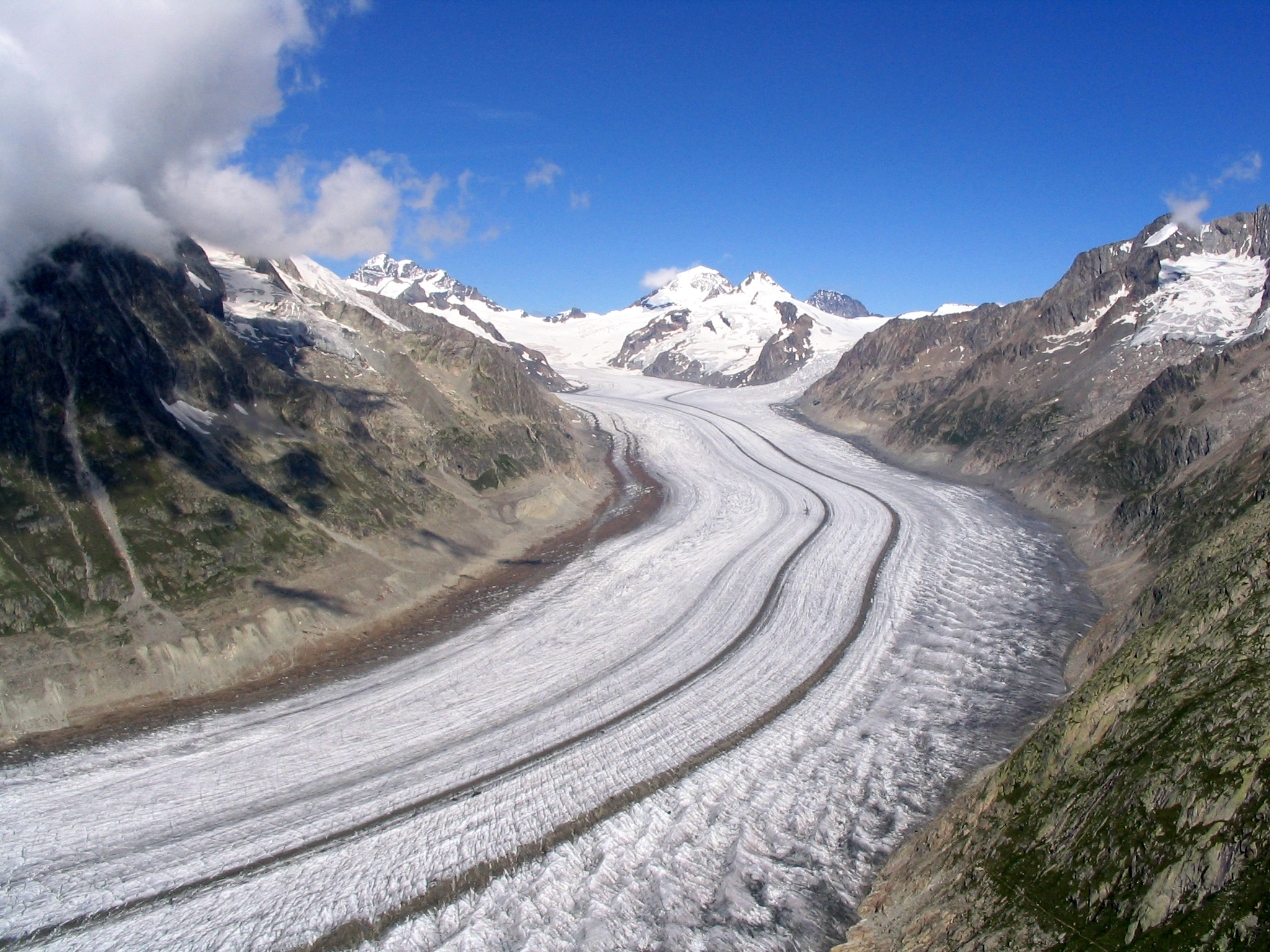
O maior glaciar dos Alpes, o glaciar de Aletsch no Valais, Suíça

Os Alpes costumavam ser divididos em Alpes Ocidentais, Alpes Centrais e Alpes Orientais, uma classificação que tende a ficar obsoleta de acordo com a proposta SOIUSA. Os Alpes Ocidentais são mais elevados, mas sua cordilheira central é mais curta e curvada; localizam-se na Itália, França, Mónaco e Suíça, indo do mar Mediterrâneo ao maciço do Monte Branco. Os Alpes Centrais estendem-se do Vale de Aosta ao Brennero) e os Alpes Orientais do Brennero à Eslovénia). Os Alpes Orientais, com um cerne mais alongado e largo, pertencem à Áustria, Alemanha, Itália, Liechtenstein, Eslovênia e Suíça. É em razão desta sua configuração em arco que se fala correntemente do arco alpino.
Os pontos culminantes dos Alpes Ocidentais são o monte Branco, com 4 810 m de altitude, o muito próximo monte Branco de Courmayeur, com 4 748 m, o Dufourspitze, com 4 634 m, os outros cumes do grupo do monte Rosa e o Dom, com 4 545 m. O ponto culminante dos Alpes Orientais é o Piz Bernina, com 4 049 m.

#### Divisão tradicional
Esta divisão tradicional, de 1926, reconhece os Alpes Ocidentais, Alpes Centrais e Alpes Orientais, baseia-se na divisão geológica mas não é consensual como a SOIUSA, pois cada país classificava os Alpes à sua maneira, mas de uma forma geral eram divididos em:
Alpes Ocidentais
- Alpes Ocidentais (da Ligúria ao Vale de Aosta)
  - Alpes Lígures (Marguareis, 2 651 m)
  - Alpes Marítimos (Argentera, 3 297 m)
  - Alpes Cócios (Monviso, 3 841 m)
  - Alpes Graios (Monte Branco, 4 810 m)
  - Alpes da Provença (Trois-Évêchés, 2 927 m)
  - Alpes do Delfinado (Barre des Écrins, 4 103 m)
  - Pré-Alpes da Provença (Sainte-Baume, 1 154 m)
  - Pré-Alpes do Delfinado (Grande Tête de l'Obiou, 2 790 m)
  - Pré-Alpes da Saboia (Dents du Midi, 3 257 m)

Alpes Centrais

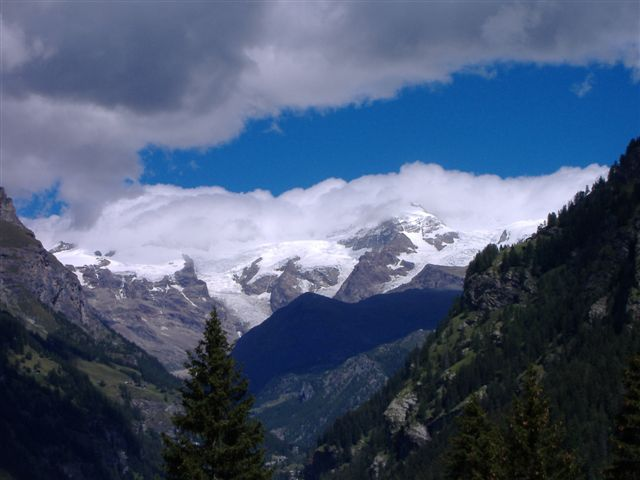
O monte Rosa visto desde a localidade italiana de Gressoney-Saint-Jean

- Alpes Centrais (do Vale de Aosta ao Brennero)
  - Alpes Peninos (Monte Rosa, 4 634 m e Cervino, 4 476 m)
    - Pré-Alpes Bieleses (Maciço do Bo, 2 556 m)

  - Alpes Lepontinos (Monte Leone, 3 552 m)
  - Alpes Réticos (Piz Bernina, 4 050 m)
    - Alpes do Vale Venosta
    - Grupo do Ortles
    - Montes Sarentinos
    - Anaunia
    - Grupo do Adamello
    - Dolomitas do Brenta (Cima Tosa, 3 159 m)

  - Alpes Berneses (Finsteraarhorn, 4 274 m)
  - Alpes de Glarona
  - Pré-Alpes Suíços
  - Pré-Alpes Bávaros
  - Pré-Alpes Lombardos
    - Pré-Alpes Oróbios
    - Giudicarie
    - Grupo do Baldo

Alpes Orientais
- Alpes Orientais (do Brennero à Eslovênia)
  - Alpes Nóricos (Grossglockner, 3 797 m)
    - os Altos Tauros
    - os Baixos Tauros
    - Pré-Alpes da Estíria

  - Alpes Julianos (Triglav, 2 769 m)
    - Alpes Julianos Ocidentais (Jof di Montasio, 2 753 m)
    - Alpes Julianos Orientais
    - Caravanche-Bacher/Pohorje (Grintavec, 2 258 m)

  - Alpes Cárnicos (Monte Coglians, 2 780 m)
  - Dolomitas
    - Alpes de Gardena e Fassa
    - Grupo da Marmolada (Marmolada, 3 342 m)
    - Alpes Ampezzanos e Cadorinos
    - Alpes do Valsugana e de Primiero

  - Pré-Alpes Vênetos
  - Carso
  - Pré-Alpes de Salzburgo
  - Pré-Alpes Austríacos

## SOIUSA

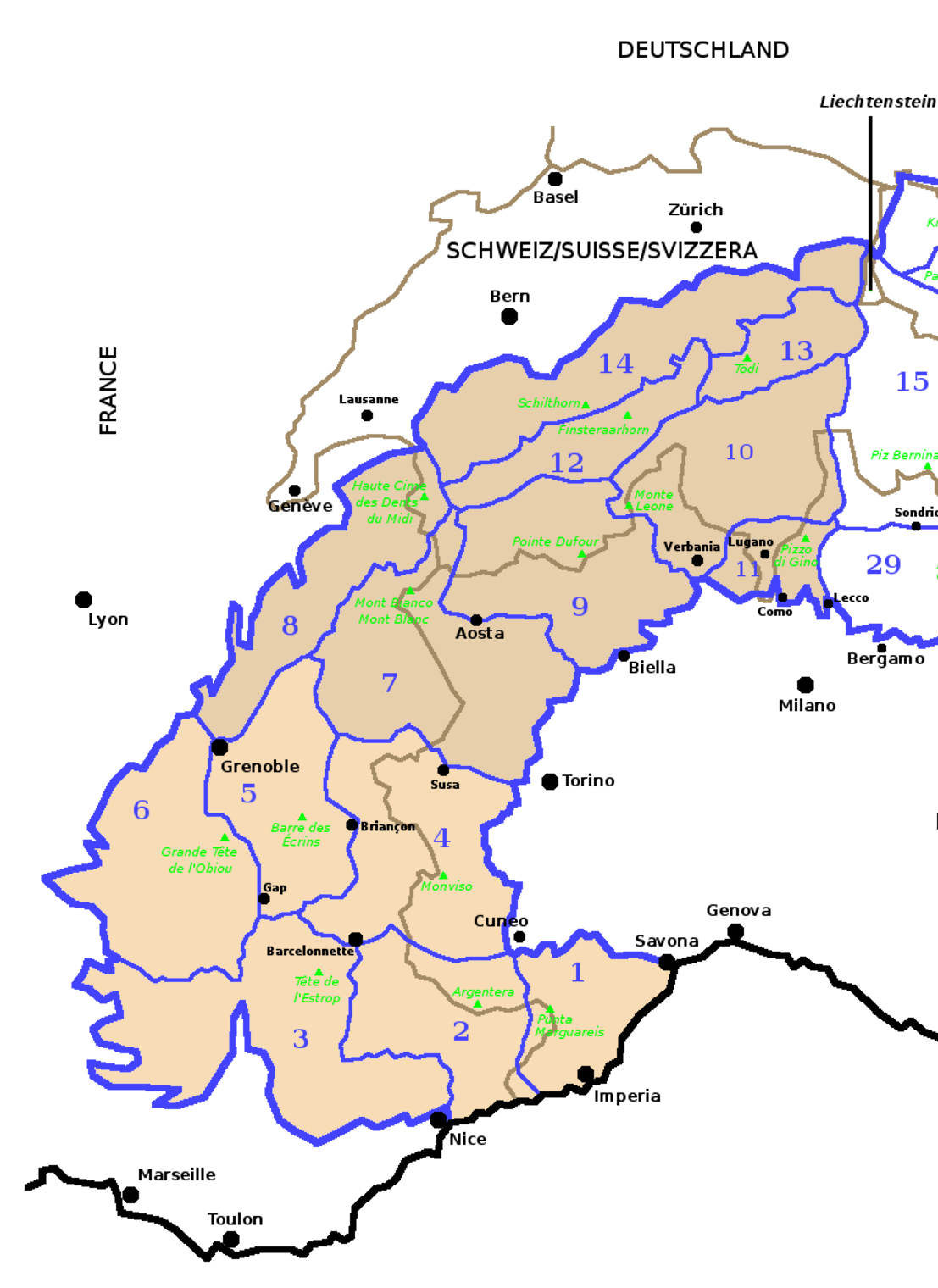
Os Alpes Ocidentais segundo a SOIUSA, com a divisão em Alpes Ocidentais-Norte (7-14) e Alpes Ocidentais-Sul (1-6)

A SOIUSA acrónimo para Subdivisão Orográfica Internacional Unificada do Sistema Alpino, apresentou em 2005 uma nova divisão dos Alpes que datava de 1926. Esta nova classificação, divide os Alpes em duas grandes partes: Alpes Ocidentais e Alpes Orientais, separados pela linha rio Reno - passo de Spluga - lago de Como - lago de Lecco.

### Divisão SOIUSA
A divisão proposta pela SOIUSA também divide os Alpes em ocidentais e orientais, mas é dentro destas duas partes que as classificações, descrições e agrupamentos diferem da #Divisão tradicional. A SOIUSA divide as suas duas partes dos Alpes, a Ocidentais e a Oriental, em 32 Secções alpinas:

#### Alpes Ocidentais
- Alpes Ocidentais-Norte
- Alpes Ocidentais-Sul

#### Alpes Orientais
- Alpes Orientais-Norte
- Alpes Orientais-Centro
- Alpes Orientais-Sul
- Alpes Orientais do Oriente

### Cordilheira principal
A cordilheira principal dos Alpes segue a divisória de águas do mar Mediterrâneo até aos bosques de Viena (Wienerwald), e passa por muitos dos mais elevados e famosos picos daquele sistema de montanhas. Do Colle di Cadibona até o Col de Tende, corre na direção oeste, até desviar para o noroeste e, em seguida, perto do Colle della Maddalena, para norte. Ao atingir a fronteira suíça, a cordilheira principal segue aproximadamente na direção leste-nordeste até o seu final, próximo a Viena.

### Passos principais
Os Alpes não formam uma barreira intransponível. Já foram atravessados com propósitos de guerra e de comércio e, mais tarde, por peregrinos, estudantes e turistas. Os passos de montanha, que servem como locais de travessia, são depressões nas montanhas e são acessíveis por vales que conectam planícies e zonas pré-montanhosas.

## População

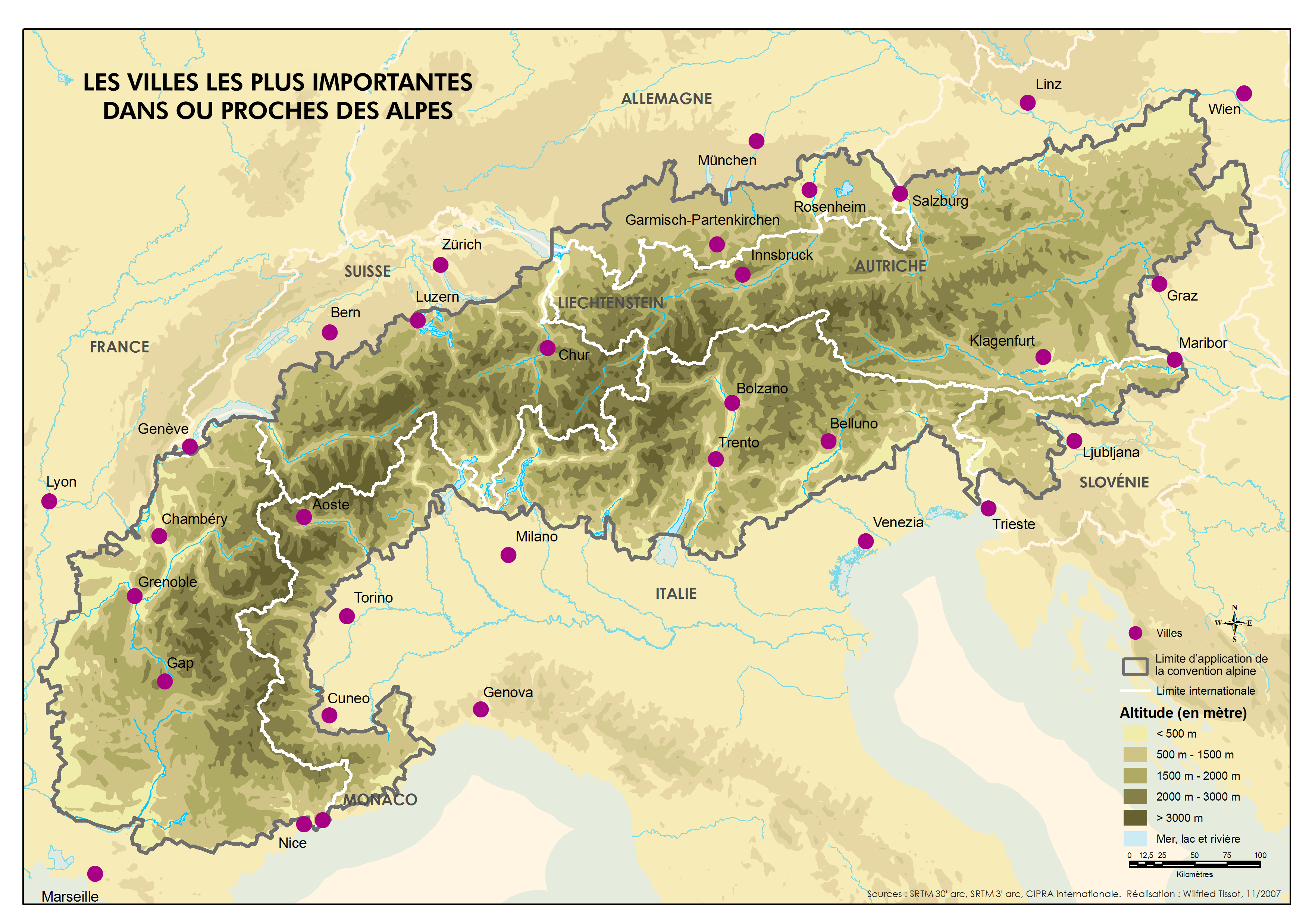
Principais cidades dos Alpes

A população residente no conjunto do arco alpino era de 12 295 000 habitantes em 2001, dos quais 30,1% na Itália, 23,9% na Áustria, 18% em França, 12,8% na Suíça, 10,1% na Alemanha, 4,7% na Eslovénia e 0,2% no Liechtenstein e no Mónaco.
As duas maiores cidades no maciço são Grenoble (França), cuja área urbana tem mais de 500 000 habitantes, e Innsbruck (Áustria, 125 000 habitantes), duas cidades que são consideradas, para franceses e austríacos, "capital dos Alpes".

## Clima
A barreira das montanhas faz com que os ventos levem o ar quente das regiões mais baixas até uma zona mais elevada, onde ele se expande em volume e perde calor, um fenômeno usualmente acompanhado de precipitação na forma de neve ou chuva. 
A posição dos Alpes no centro do continente europeu modifica profundamente o clima de todas as regiões vizinhas. A acumulação de grandes massas de neve, que gradualmente se converteram em geleiras (glaciares), mantém uma gradação de climas muito diferentes numa área relativamente pequena. Sua função mais importante é regular a oferta de água potável da grande região que é atravessada pelos riachos provenientes dos Alpes.
Características do clima dos Alpes:
- A umidade relativa do ar é bem elevada no lado em que bate o vento: de 80 a 90%. Já no lado em que não ocorre a incidência de vento, ela cai para cerca de 40%.
- Há presença de gelo durante o ano todo. Nestas áreas, as temperaturas são baixíssimas, o ar é rarefeito (pouca quantidade de oxigênio) e quase não há presença de vegetação ou vida animal.

## Geologia
Os Alpes foram levantados devido à pressão exercida sobre sedimentos da bacia do mar de Tétis, à medida que os seus estratos mesozóico e cenozóico foram empurrados de encontro à estável massa euro-asiática pela massa africana, que se movia na direção norte. Isto ocorreu durante as épocas oligocena e miocena. A pressão formou grandes dobras, chamadas "nappes", que subiram do que era o mar de Tétis e pressionaram na direção norte, com frequência partindo-se e deslizando umas sobre as outras. O monte Branco, o Matterhorn e os picos elevados dos Alpes Peninos e Hohe Tauern são formados por rochas cristalinas.
A paisagem vista hoje foi formada principalmente por glaciação ao longo dos últimos dois milhões de anos. Pelo menos cinco eras glaciais atuaram para alterar a região, ao formar os lagos e arredondar as colinas de calcário na franja setentrional. As geleiras (glaciares) têm recuado ao longo dos últimos 10 mil anos. Crê-se que, com o término da última era glacial, o clima foi alterado de maneira tão súbita que as geleiras recuaram para as montanhas num período de cerca de 200 a 300 anos.

## Turismo

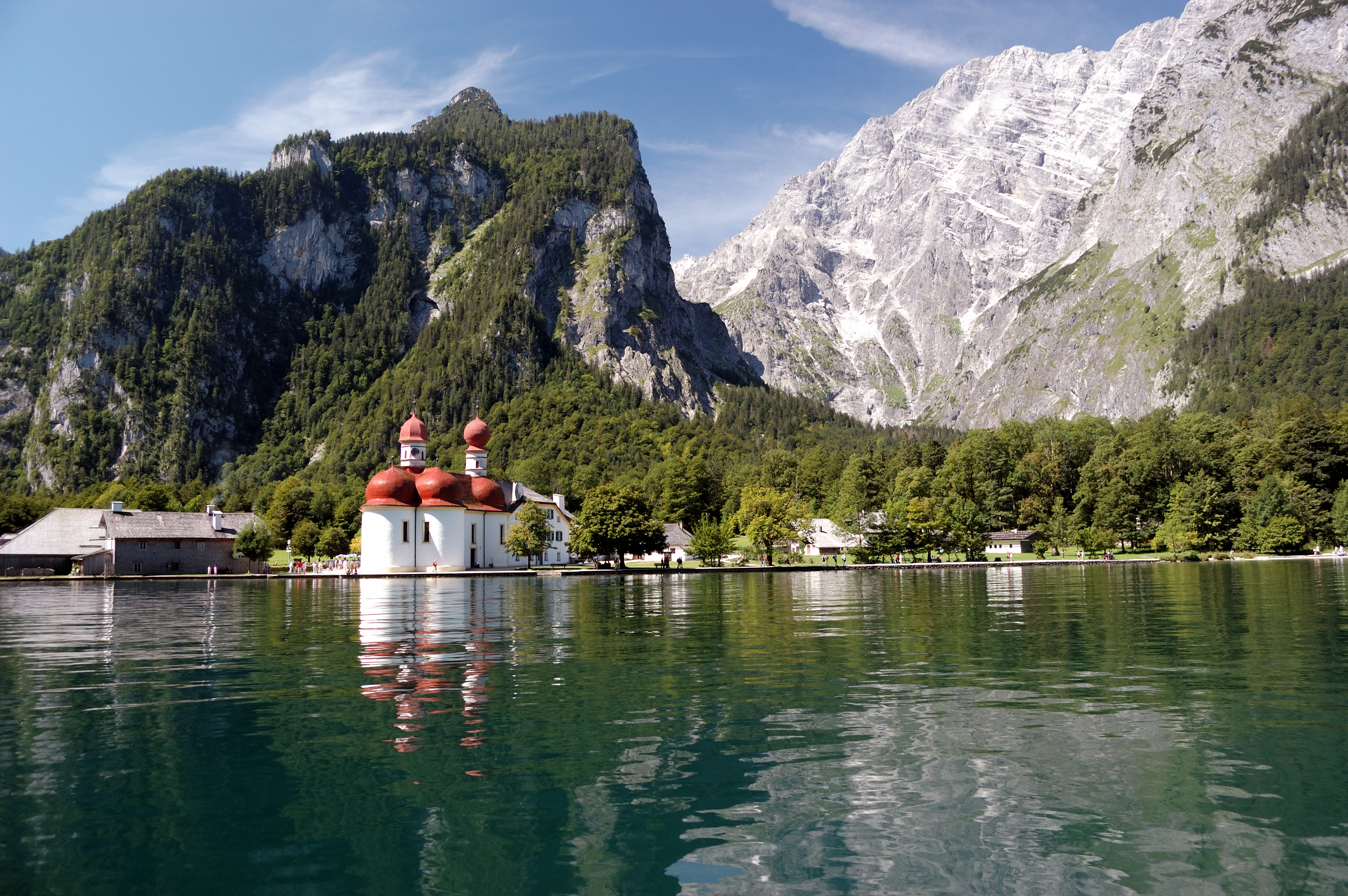
Königssee, na Baviera, Alemanha

Os Alpes são populares tanto no verão como no inverno, como um destino para passeios e esportes, como (esqui alpino, esqui nórdico, snowboard, tobogã, passeios de esqui) podem ser praticados na maior parte da região, de dezembro a abril. No verão, os Alpes são populares para a prática de caminhada, ciclismo de montanha, parapente e alpinismo, enquanto muitos lagos alpinos atraem nadadores, velejadores e surfistas. Os Alpes recebem muita repercussão quando ocorre a corrida de bicicletas que dura três semanas, o Tour de France, e que acontece anualmente em julho. As regiões mais baixas e as maiores cidades dos Alpes são bem servidas por autoestradas e ruas largas, mas os passos de montanha podem ser traiçoeiros, mesmo no verão. Muitos passos são fechados no inverno. Uma grande quantidade de aeroportos ao redor dos Alpes (e alguns no interior), assim como as ligações ferroviárias de longa distância de todos os países vizinhos, dão a um grande número de viajantes fácil acesso à cordilheira. Os Alpes costumam receber mais de 50 milhões de visitantes por ano.

## Flora
O limite de altitude da vegetação natural é marcado pela presença das principais árvores de folha caduca - carvalho, faia, freixo e bordo sicômoro. Seus limites superiores, diferentes entre si, correspondem à transição do clima temperado para o frio. Estes limites costumam ser de cerca de 1 200 m de altitude nas vertentes setentrionais dos Alpes e de 1 500 a 1 700 m nas vertentes meridionais.

## Fauna
Existem diversas espécies de mamíferos alpinos, dentre elas estão felinos, caprinos, cervídeos, bovídeos, roedores, lagomorfos, suínos e caninos.
Os Alpes abrigam herbívoros como a camurça, o cabrito-montês, o bisão-europeu, o javali, cervos, veados, esquilos e lebres e predadores como os linces, lobo e gatos-selvagens. Boa parte dessas espécies vivem nas montanhas dos Alpes, entretanto algumas possuem tocas nas montanhas, outras são mais raras de ser encontradas como burros.

## Imagens
- «Alps360» (em francês)